# Tri-City Americans
Tri-City Americans – juniorska drużyna hokejowa grająca w WHL w dywizji U.S. konferencji zachodniej. Drużyna ma swoją siedzibę w Kennewick w Stanach Zjednoczonych. 
- Rok założenia: 1988
- Barwy: granatowo-czerwono-srebrne
- Trener: Don Nachbaur
- Manager: Bob Tory
- Hala: Toyota Center

## Osiągnięcia
- Scotty Munro Memorial Trophy: 2008
- Pierwsze miejsce w Konferencji Zachodniej w sezonie zasadniczym WHL: 2012